# Verconia verconis
Verconia verconis (Basedow & Hedley, 1905) è un mollusco nudibranchio della famiglia Chromodorididae.